# Mitchell (Wisconsin)
Mitchell – miasto w Stanach Zjednoczonych, w stanie Wisconsin, w hrabstwie Sheboygan.